# Ken Adam
Kenneth Hugo «Ken» Adam (nacido Klaus Hugo Adam; Berlín, 5 de febrero de 1921-Londres, 10 de marzo de 2016) fue un diseñador de producción británico nacido en Alemania, famoso por sus diseños para las películas de James Bond de la década de 1960 y 1970.

## Biografía

### Infancia en Alemania
Adam nació en Berlín, Alemania en una familia judía, hijo de un exsoldado de caballería prusiana. Su padre y su tío, George y Otto, eran propietarios de una exitosa tienda de ropa de alta costura, así que la familia era acomodada. La compañía S.Adam (Berlín, Leipziger Straße / Friedrichstraße) fue fundada en 1863 por Saul Adam. Adam fue educado en el Französisches Gymnasium Berlin (escuela francesa de Berlín), y la familia tenía una casa de verano en el mar Báltico.
En 1933, el partido Nazi ascendió al poder. Adam vio el incendio del Reichstag desde el Tiergarten. Ese mismo año la tienda de la familia fue forzada a la quiebra por el acoso del Sturmabteilung, por lo que una parte de la familia se trasladó a Inglaterra en 1934.

### Inglaterra
Adam tenía 13 años cuando su familia se trasladó a Inglaterra. Adam fue a St. Paul en Barnes y luego asistió al University College de Londres y a la Bartlett School of Architecture, para formarse como arquitecto.

### Servicio en la RAF
Cuando comenzó la Segunda Guerra Mundial, la familia de Adam eran ciudadanos alemanes y podrían haber sido internados como extranjeros enemigos. Adán fue capaz de unirse a los Pioneer Corps, una unidad de apoyo del ejército británico abierta a los ciudadanos de los países del eje residentes en el Reino Unido y otros países de la Mancomunidad, siempre y cuando no eran considerados un riesgo para la seguridad. Adán fue secundado para diseñar refugios antibombas.
En 1940, Adam se aplicó con éxito para unirse a la reserva de voluntarios de la Royal Air Force como piloto. Fue uno de los solo tres pilotos de nacionalidad alemana en la RAF de la guerra (su hermano era uno de los otros dos). Por lo tanto, si él hubiera sido capturado por los alemanes, era propenso a la ejecución como un traidor en lugar de ser tratado como un prisionero de guerra.
El teniente de vuelo Adam se unió al escuadrón N.º 609 en RAF Lympne el 1 de octubre de 1943. Fue apodado «Heinie the tank-buster» («Heinie el explota-tanques») por sus compañeros por la osadía de sus hazañas. El escuadrón voló el Hawker Typhoon, inicialmente para apoyar misiones de bombardeo de largo alcance de la Fuerza Aérea de los Estados Unidos sobre Europa. Posteriormente trabajó en apoyo de las tropas de tierra, incluyendo en la batalla de la bolsa de Falaise en la batalla de Normandía.
En 1944 su hermano Denis se unió al escuadrón N.º 183, uniéndose a Adam en el ala N.º 123.

### Películas
Adam primero entró en la industria cinematográfica como delineante para This Was a Woman (1948). Conoció a su esposa italiana Maria Letitzia mientras filmaba en Isquia, y se casaron el 16 de agosto de 1952. Su primer crédito principal en pantalla fue como escenógrafo en el thriller británico de 1956 Soho Incident. A mediados de la década de 1950 trabajó (sin acreditar) en las epopeyas La vuelta al mundo en ochenta días y Ben-Hur. Su primer crédito importante fue en la película de horror de culto de Jacques Tourneur Night of the Demon, y fue el diseñador de producción en varias películas dirigidas por Robert Aldrich. En 1964 creó la famosa sala de guerra para Dr. Strangelove or: How I Learned to Stop Worrying and Love the Bomb de Stanley Kubrick. Rechazó la oportunidad de trabajar en el próximo proyecto de Kubrick 2001: A Space Odyssey después de que se enteró de que Kubrick había estado trabajando con la NASA durante un año en exploración espacial, lo que lo pondría en una situación de desventaja en el desarrollo de su arte.
Adam hizo su nombre con sus innovadores, semi futuristas sets para las películas de James Bond como Dr. No (1962), Goldfinger (1964), Operación Trueno (1965), Sólo se vive dos veces (1967) y Diamonds Are Forever (1971). El set para el superpetrolero de La espía que me amó (1977) fue el escenario de sonido más grande del mundo en el momento que fue construido. Su última película Bond fue Moonraker (1979).
Otros notables créditos de Adam incluyen el thriller de espionaje de culto de Michael Caine The Ipcress File (1965) y su secuela Funeral en Berlín (1966), la versión de Peter O'Toole de Adiós, Mr. Chips (1969), La huella (1972), Salón Kitty (1976), Agnes de Dios (1985), Addams Family Values (1993) y La locura del rey Jorge (1994). También fue consultor visual sobre la adaptación cinematográfica de la aclamada miniserie de la BBC de Dennis Potter Pennies from Heaven.
Adam volvió a trabajar con Kubrick en Barry Lyndon, que ganó a su primer Óscar. También diseñó el famoso coche para la película Chitty Chitty Bang Bang, que fue producido por el mismo equipo que la serie de películas de James Bond. Durante finales de los 70 trabajó en arte conceptual para Planet of the Titans, una película de Star Trek en preproducción. La película fue finalmente archivada por Paramount Pictures.
Adam fue un miembro del jurado en el Festival de Cannes de 1980 y en el 49° Festival Internacional de Cine de Berlín. En 1999, durante la exposición del museo de Victoria y Alberto «Ken Adam – Diseñando la Guerra Fría», Adam habló sobre su papel en el diseño de los sets de filmación asociados a los años 60 a través de los años 80.
Adán fue nacionalizado como ciudadano británico y fue galardonado con la Orden del Imperio Británico por servicios a la industria del cine. En 2003, Adam fue nombrado Knight Bachelor por servicios a la industria del cine y las relaciones Anglo-alemanas.

## Ken Adam Archive en laDeutsche Kinemathek
En septiembre de 2012, Adam entregó todo su cuerpo de trabajo a la Deutsche Kinemathek que hará la colección accesible en un inventario en línea en el verano de 2015. La colección está compuesta por aproximadamente 4000 dibujos para películas de todos los períodos, álbumes de fotos de películas individuales, guiones gráficos de sus empleados, recuerdos, medallas militares y documentos de identidad, así como todos sus premios cinematográficos, incluyendo los dos premios Óscar de Adam.

## Premios
Premios Óscar
| Año  | Categoría                  | Película                           | Resultado |
| ---- | -------------------------- | ---------------------------------- | --------- |
| 1956 | Mejor diseño de producción | La vuelta al mundo en ochenta días | Nominado  |
| 1978 | Mejor diseño de producción | The Spy Who Love Me                | Nominado  |
| 1994 | Mejor diseño de producción | Addams Family Values               | Nominado  |
| 1995 | Mejor diseño de producción | La locura del rey Jorge            | Ganador   |

Premios BAFTA
| Año  | Categoría                                   | Película                                                             | Resultado |
| ---- | ------------------------------------------- | -------------------------------------------------------------------- | --------- |
| 1994 | mejor diseño de producción                  | La locura del rey Jorge                                              | Nominado  |
| 1978 | mejor diseño de producción                  | The Spy Who Love Me                                                  | Nominado  |
| 1975 | mejor diseño de producción                  | Barry Lyndon                                                         | Nominado  |
| 1972 | mejor diseño de producción                  | Sleuth                                                               | Nominado  |
| 1968 | mejor diseño de producción                  | Young Only Live Twice                                                | Nominado  |
| 1966 | mejor diseño de producción                  | The Ipcress File                                                     | Ganador   |
| 1966 | mejor diseño de producción                  | Thunderball                                                          | Nominado  |
| 1964 | mejor diseño de producción (blanco y negro) | Dr. Strangelove or: How I Learned to Stop Worrying and Love the Bomb | Ganador   |
| 1964 | mejor diseño de producción                  | Goldfinger                                                           | Nominado  |